# Præsens
Præsens (latin praesēns tempus 'tilstedeværende tid') er en bøjningsform af verberne, der betegner en handling, der enten er samtidig med ytringen eller er uden begrænsning i tid; = dansk "nutid".
Endvidere er det på dansk og f.eks. også engelsk og tysk gængs at bruge præsens om noget fremtidigt, der på f.eks. latin står i futurum:
Jeg kommer i morgen – I come tomorrow – Ich komme morgen.
Endelig kan præsens anvendes til dramatisering af stedfundne begivenheder, der egentlig burde beskrives i imperfektum (datid); en form af præsens der primært anvendes af pressen: F.eks. "Hund overfalder barn". Denne anvendelse af præsens kaldes "sensationspræsens". Formen er ikke officiel men alment accepteret.